# Carrizo Springs (Teksas)
Carrizo Springs je grad u američkoj saveznoj državi Teksas. Prema popisu stanovništva iz 2010. u njemu je živjelo 5.368 stanovnika.